# Harmonicon candango
Harmonicon candango is een spinnensoort uit de familie Dipluridae. De wetenschappelijke naam van de soort werd voor het eerst geldig gepubliceerd in 2024 door Gabriel Wermelinger-Moreira, Pedro de Souza Castanheira en Renner Luiz Cerqueira Baptista.
De soort komt voor in Brazilië.